# Seru Mahuma
Seru Mahuma – osada (buurt) w dzielnicy Mahuma, miasta Willemstad, w dystrykcie Willemstad, w kraju autonomicznym Curaçao, należącym do Holandii, w Ameryce Południowej. 20 października 2023 r. liczyła 1658 mieszkańców.  